# Fedóra leiningeni hercegnő
Fedóra (teljes nevén Anna Fedóra Aguszta Sarolta Vilhelmina, németül: Anna Feodora Auguste Charlotte Wilhelmine angolul: Anne Theodora Augusta Charlotte Wilhelmina; Amorbach, Bajor Királyság, 1807. december 7. – Baden-Baden, Német Császárság, 1872. szeptember 23.) leiningeni hercegnő, Imre Károly, Leiningen 2. hercege és Viktória szász–coburg–saalfeldi hercegnő leánya, Viktória brit királynő féltestvére. Leszármazottai között van XVI. Károly Gusztáv svéd király és VI. Fülöp spanyol király is.

## Élete

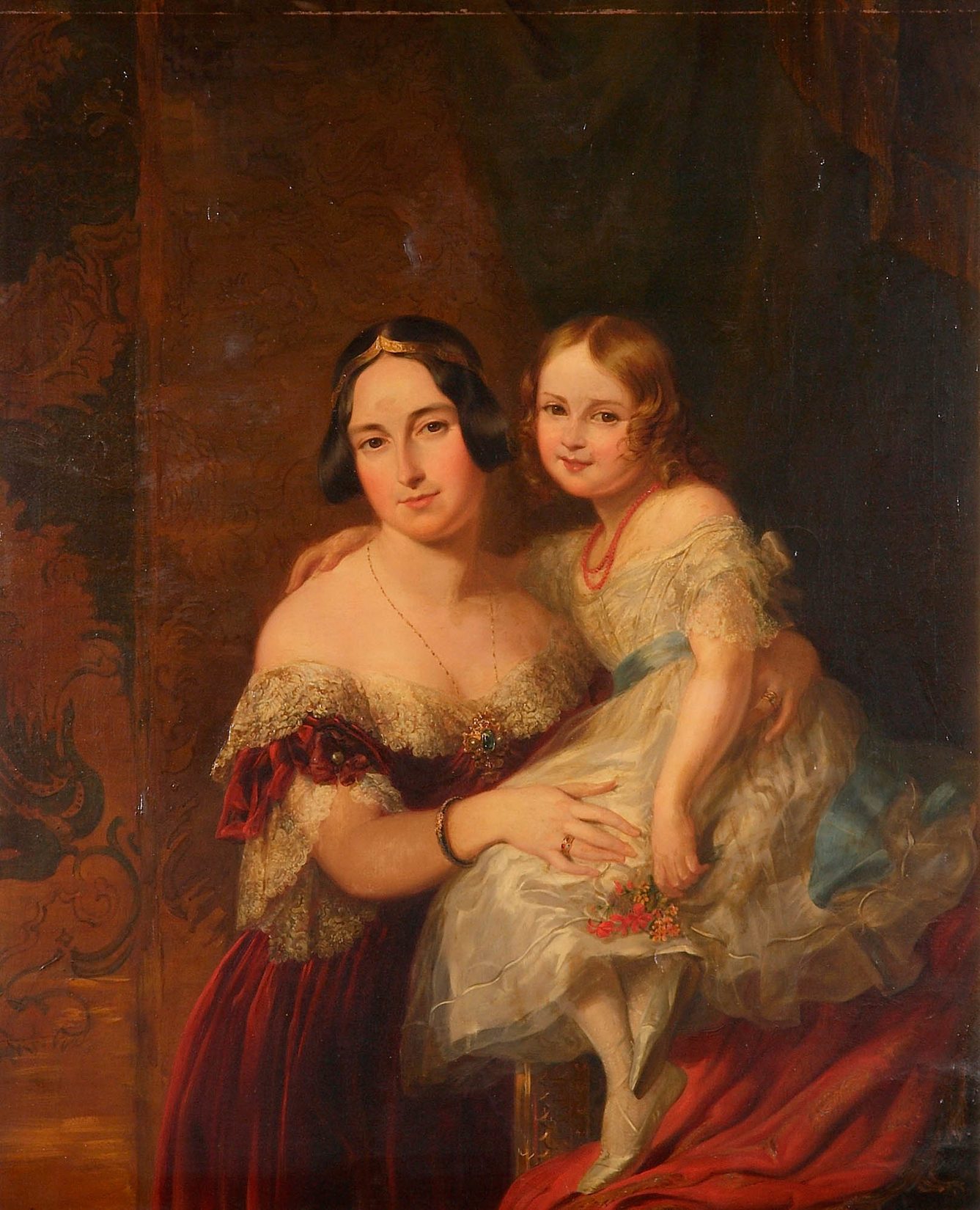
Fedóra hercegnő és legidősebb leánya, a későbbi Adelheid schleswig–holsteini hercegné 1840-ben

Fedóra hercegnő 1807. december 7-én született Amorbachban, a Bajor Királyságban. Ő volt Viktória szász–coburg–saalfeldi hercegnő és első férje, Imre Károly leiningeni herceg második gyermeke, egyben egyetlen leánya, a későbbi Károly, Leiningen 3. hercegének testvére. Édesapja 1814-ben meghalt.
Édesanyja 1818. május 29-én újraházasodott, második férje III. György brit király negyedik fia, Eduárd kenti és strathearni herceg lett. A házasságukat követő évben, amikor a hercegnő már teherbe esett, Nagy-Britanniába költöztek, mivel férje a brit trón potenciális várományosává lépett elő, minek okán fivérének, IV. Vilmos királynak nem születtek örökösei.
Fedóra hercegnő szoros kapcsolatot ápolt édesanyja második házasságából származó féltestvérével, Alexandrina Viktória hercegnővel, a későbbi brit királynővel. Ugyan kapcsolatuk szoros volt, Viktória nehezményezte, hogy Fedóra azon kevesek egyike, akivel rendszeres interakciót folytathatott. Fedóra és Viktória élethosszig tartó levelezést folytatott, királynőként húga pedig évi 300 font juttatást biztosított nővérének.
1828 elején a hercegnő férjhez ment I. Ernő hohenlohe–langenburgi herceghez a Kensington-palotában. A esküvőt Szász–Meiningeni Adelheid brit királyné szervezte, mivel a herceg első-unokatestvére volt. A pár menyegzőjüket megelőzően csak kétszer találkozott. Nászútjukról hazatérve visszatértek a Német Szövetségbe. Ernő hercegnek nem voltak birtokai, mivel hercegségét 1806-ban a Württembergi Királysághoz csatolták. A házaspár ezért Langenburg kastélyában élt.
Fedórának és Ernő hercegnek hat gyermeke született (három fiú, három leány):
- II. Károly Lajos hohenlohe–langenburgi herceg (1829. október 25. – 1907. május 16.), 1860. április 12-én követte apját, ám április 21-én lemondott, mivel ragon aluli szerelmi házasságot kötött Maria Grathwohlttal. A férfit I. Ferenc József császár és király 1911. július 18-án Weikersheim hercegévé tette.
- Aliz hercegnő (1830. november 8. – 1850. február 27.), fiatalon, tizenkilenc éves korában elhunyt.
- Hermann hohenlohe–langenburgi herceg (1832. augusztus 31. – 1913. március 9.),  1862. szeptember 24-én feleségül vette Leopoldina badeni hercegnőt, Károly Frigyes badeni nagyherceg második házasságából származó unokáját. Három gyermekük született.
- Viktor hohenlohe–langenburgi herceg (1833. december 11. – 1891. december 31.), 1861. január 24-én feleségül vette Lady Laura Seymourt, aki Edward Seymour, Somerset hercegének közvetlen leszármazottja volt. Négy gyermekük született.
- Adelheid schleswig–holsteini hercegné (1835. július 20. – 1900. január 25.), 1856. szeptember 11-én házasodott össze VIII. Frigyes schleswig–holsteini herceggel, akitől öt gyermeke is született. Nőágról XVI. Károly Gusztáv svéd király és VI. Fülöp spanyol király felmenője.
- Fedóra szász–meiningeni hercegné (1839. július 7. – 1872. február 10.), 1858. október 23-án lett II. György szász–meiningeni herceg felesége. Három fiuk született.

## Forrás
- Who Was Princess Feodora, Queen Victoria's Little-Known Half-Sister? (angolul)